# 吳聞禮
吳聞禮（？—1646年），號筠心，浙江钱塘（今屬杭州市）籍直隶休宁人。明崇禎末年進士。南明抗清人物。

## 生平
崇禎十二年（1639年），吳聞禮舉己卯科浙江鄉試二十五名，崇禎十六年（1643年）中式癸未科三甲進士。南明隆武年間，任兵科給事中。當時，隆武朝廷分福州、延平、邵武、建寧為上游四府，擢聞禮為右僉都御史，巡撫此地。聞禮主動請求防守分水關，得到隆武帝批准。閩中三關，本為天下險要，後鄭芝龍有異志，將關上守兵盡撤，聞禮不能獨支。隆武二年（清順治三年，1646年）八月，清兵入仙霞嶺。吳聞禮逃往山間寺廟。有人勸其剃髮，聞禮不從。不久，聞禮率鄉兵出擊抗敵，被亂兵所殺。